# Jean Lucas
Jean Georges Raymond Lucas (* 25. April 1917 in Le Mans; † 27. September 2003 in Saint-Martin-de-Ré) war ein französischer Automobilrennfahrer.

## Karriere
Jean Lucas begann seine Rennkarriere als Rallyefahrer. Ende der 1940er-Jahre wechselte er auf die Rundstrecke und feierte als Partner von Luigi Chinetti beim 24-Stunden-Rennen von Spa-Francorchamps auf einem Ferrari 166MM seinen ersten großen Erfolg im internationalen Motorsport.
1953 wurde Lucas Teammanager bei Gordini und stand dem Team auch als Ersatzfahrer zur Verfügung. Parallel bestritt er aber weiter Sportwagenrennen in Europa und Nordafrika, wo Lucas in den 1950er-Jahren ein sehr populärer Fahrer war. Seinen einzigen Formel-1-Weltmeisterschaftslauf fuhr der Franzose 1955 beim Großen Preis von Italien in Monza. Gordini-Einsatzfahrer Robert Manzon musste kurzfristig absagen und Lucas sprang ein. Im Rennen stoppte ihn ein Motorschaden am Gordini Type 32 und zwang ihn zur vorzeitigen Aufgabe.
1956 wurde er auf einem Ferrari 625F1 Fünfter beim Großen Preis von Caen und 1957 Zweiter beim Coupe de Vitesse in Reims in einem von Alan Brown geborgten Formel-2-Cooper. Beim 24-Stunden-Rennen von Le Mans wurde er Dritter auf einem Jaguar D-Type mit Jean-Marie Brussin als Partner.
Ein schwerer Unfall beim Großen Preis von Marokko mit einem Maserati 250F beendete die sportliche Karriere von Lucas. Er übernahm nach seiner Genesung administrative Tätigkeiten im Sportwagensport und gründete 1962 gemeinsam mit Gérard Crombac die Automobilzeitschrift Sport-Auto.

## Statistik

### Statistik in der Formel 1

#### Gesamtübersicht
| Saison | Team           | Chassis     | Motor          | Rennen | Siege | Zweiter | Dritter | Poles | schn. Rennrunden | Punkte | WM-Pos. |
| ------ | -------------- | ----------- | -------------- | ------ | ----- | ------- | ------- | ----- | ---------------- | ------ | ------- |
| 1955   | Equipe Gordini | Gordini T16 | Gordini 2.5 L6 | 1      | −     | −       | −       | −     | −                | −      | NC      |
| Gesamt | Gesamt         | Gesamt      | Gesamt         | 1      | −     | −       | −       | −     | −                | −      |         |

#### Einzelergebnisse
| Saison | 1 | 2 | 3 | 4 | 5 | 6   | 7 |
| ------ | - | - | - | - | - | --- | - |
| 1955   |   |   |   |   |   |     |   |
|        |   |   |   |   |   | DNF |   |

| Legende  | Legende            | Legende                                                          |
| Farbe    | Abkürzung          | Bedeutung                                                        |
| -------- | ------------------ | ---------------------------------------------------------------- |
| Gold     | –                  | Sieg                                                             |
| Silber   | –                  | 2. Platz                                                         |
| Bronze   | –                  | 3. Platz                                                         |
| Grün     | –                  | Platzierung in den Punkten                                       |
| Blau     | –                  | Klassifiziert außerhalb der Punkteränge                          |
| Violett  | DNF                | Rennen nicht beendet (did not finish)                            |
| Violett  | NC                 | nicht klassifiziert (not classified)                             |
| Rot      | DNQ                | nicht qualifiziert (did not qualify)                             |
| Rot      | DNPQ               | in Vorqualifikation gescheitert (did not pre-qualify)            |
| Schwarz  | DSQ                | disqualifiziert (disqualified)                                   |
| Weiß     | DNS                | nicht am Start (did not start)                                   |
| Weiß     | WD                 | zurückgezogen (withdrawn)                                        |
| Hellblau | PO                 | nur am Training teilgenommen (practiced only)                    |
| Hellblau | TD                 | Freitags-Testfahrer (test driver)                                |
| ohne     | DNP                | nicht am Training teilgenommen (did not practice)                |
| ohne     | INJ                | verletzt oder krank (injured)                                    |
| ohne     | EX                 | ausgeschlossen (excluded)                                        |
| ohne     | DNA                | nicht erschienen (did not arrive)                                |
| ohne     | C                  | Rennen abgesagt (cancelled)                                      |
| ohne     | keine WM-Teilnahme |                                                                  |
| sonstige | P/fett             | Pole-Position                                                    |
| sonstige | 1/2/3/4/5/6/7/8    | Punktplatzierung im Sprint-/Qualifikationsrennen                 |
| sonstige | SR/kursiv          | Schnellste Rennrunde                                             |
| sonstige | *                  | nicht im Ziel, aufgrund der zurückgelegten Distanz aber gewertet |
| sonstige | ()                 | Streichresultate                                                 |
| sonstige | unterstrichen      | Führender in der Gesamtwertung                                   |

### Le-Mans-Ergebnisse
| Jahr | Team                         | Fahrzeug               | Teamkollege                                | Platzierung | Ausfallgrund    |
| ---- | ---------------------------- | ---------------------- | ------------------------------------------ | ----------- | --------------- |
| 1949 | J. A. Plisson                | Ferrari 166 MM         | Pierre Louis-Dreyfus                       | Ausfall     | Motorschaden    |
| 1950 | Lord Selsdon                 | Ferrari 166 MM         | Patrick Mitchell-Thomson, 2. Baron Selsdon | Ausfall     | Defekt          |
| 1951 | Luigi Chinetti               | Ferrari 340 America    | Luigi Chinetti                             | Rang 8      |                 |
| 1952 | Luigi Chinetti               | Ferrari 340 America    | Luigi Chinetti                             | Ausfall     | Disqualifiziert |
| 1954 | Automobiles Deutsch & Bonnet | DB HBR                 | Pierre Louis-Dreyfus                       | Ausfall     | Getriebeschaden |
| 1955 | Pierre Louis-Dreyfus         | Ferrari 750 Monza      | Pierre Louis-Dreyfus                       | Ausfall     | Motorschaden    |
| 1956 | Automobiles Talbot           | Talbot-Lago Sport 2500 | Goffredo Zehender                          | Ausfall     | Unfall          |
| 1957 | Equipe Los Amigos            | Jaguar D-Type          | Jean-Marie Brussin                         | Rang 3      |                 |

### Sebring-Ergebnisse
| Jahr | Team             | Fahrzeug          | Teamkollege         | Platzierung | Ausfallgrund    |
| ---- | ---------------- | ----------------- | ------------------- | ----------- | --------------- |
| 1956 | Ecurie Lafayette | DB HBR            | John Norwood        | Ausfall     | Getriebeschaden |
| 1957 | Renault Company  | Renault Dauphine  | Paul Frère          | Rang 37     |                 |
| 1959 | Los Amigos       | Cooper T49 Monaco | Jean-François Malle | Ausfall     | Ölleck          |

### Einzelergebnisse in der Sportwagen-Weltmeisterschaft
| Saison | Team                                      | Rennwagen                                    | 1   | 2   | 3   | 4   | 5   | 6   | 7   |
| ------ | ----------------------------------------- | -------------------------------------------- | --- | --- | --- | --- | --- | --- | --- |
| 1953   | Club Francia Amigos de la Panamericana    | Gordini Type 16S                             | SEB | MIM | LEM | SPA | NÜR | RTT | CAP |
| 1953   | Club Francia Amigos de la Panamericana    | Gordini Type 16S                             |     |     |     | DNF |     |     |     |
| 1954   | Deutsch & Bonnet                          | DB HBR                                       | BUA | SEB | MIM | LEM | RTT | CAP |     |
| 1954   | Deutsch & Bonnet                          | DB HBR                                       |     |     |     | DNF | DNF |     |     |
| 1955   | Pierre Louis-Dreyfus                      | DB HBR Ferrari 750 Monza                     | BUA | SEB | MIM | LEM | RTT | TAR |     |
| 1955   | Pierre Louis-Dreyfus                      | DB HBR Ferrari 750 Monza                     |     |     | DNF | DNF |     |     |     |
| 1956   | Ecurie Lafayette                          | DB HBR                                       | BUA | SEB | MIM | NÜR | KRI |     |     |
| 1956   | Ecurie Lafayette                          | DB HBR                                       | DNF |     |     |     |     |     |     |
| 1957   | Renault Equipe Los Amigos François Picard | Renault Dauphine Jaguar D-Type Ferrari 500TR | BUA | SEB | MIM | NÜR | LEM | KRI | CAR |
| 1957   | Renault Equipe Los Amigos François Picard | Renault Dauphine Jaguar D-Type Ferrari 500TR |     | 37  | DNF |     | 3   | 14  |     |
| 1959   | Los Amigos                                | Cooper T49                                   | SEB | TAR | NÜR | LEM | RTT |     |     |
| 1959   | Los Amigos                                | Cooper T49                                   | DNF |     |     |     |     |     |     |